# Санчжи
Санчжи́ (кит. упр. 桑植, пиньинь Sāngzhí) — уезд городского округа Чжанцзяцзе провинции Хунань (КНР).

## История
Во времена империи Цин эти места были частью уезда Цыли Личжоуской области (澧州) Юэчжоуской управы (岳州府). Когда в начале XVIII века началась политика по интеграции национальных меньшинств в имперские структуры, то в 1729 году область была поднята в статусе и подчинена напрямую властям провинции, став Личжоуской непосредственно управляемой областью (澧州直隶州), а из уезда Цыли был выделен уезд Санчжи, перешедший в подчинение Юншуньской управе (永顺府).
После образования КНР в 1949 году был создан Специальный район Юншунь (永顺专区), и уезд вошёл в его состав. В 1952 году Специальный район Юншунь был расформирован, и уезд перешёл в состав Сянси-Мяоского автономного района (湘西苗族自治区), который в 1957 году был переименован в Сянси-Туцзя-Мяоский автономный округ.
Постановлением Госсовета КНР от 18 мая 1988 года был образован городской округ Даюн (大庸市), и уезд перешёл в его состав.
Постановлением Госсовета КНР от 4 апреля 1994 года городской округ Даюн был переименован в Чжанцзяцзе.

## Административное деление
Уезд делится на 12 посёлков, 6 волостей и 5 национальных волостей.